# Artistic Athévains
L'Artistic Théâtre (anciennement Théâtre Artistic Athévains) est une salle de théâtre parisienne située 45 bis rue Richard-Lenoir dans le 11e arrondissement de Paris. L'Artistic fut à l'origine un café-concert, créé au début du XXe siècle.

## Historique
En 1913, le caf’conc’ prend le nom de Folies Artistic. Dans les années 1920, la salle devient l’Artistic Concert et présente des revues, opérettes et vaudevilles.
En 1935, l’Artistic Voltaire devient un cinéma de quartier qui ferme à la fin des années 1970.
En 1980, les Athévains lui redonnent sa fonction de théâtre et le renomme Artistic Athévains.
La programmation est prioritairement contemporaine, même si des classiques sont parfois repris.
Le théâtre est actuellement dirigé par Mesdames Anne-Marie Lazarini et Dominique Bourde.
En 2010, 50 théâtres privés parisiens réunis au sein de l’Association pour le soutien du théâtre privé (ASTP) et du Syndicat national des directeurs et tourneurs du théâtre privé (SNDTP), dont fait partie l'Artistic Théâtre, décident d'unir leur force sous une enseigne commune : les Théâtres parisiens associés.
En 2016, il évolue encore et devient l’Artistic Théâtre. Les Athévains en assurent toujours la direction artistique mais Théâtre et compagnie sont désormais clairement différenciés.